# 陈化成墓
24°28′6″N 118°6′21″E / 24.46833°N 118.10583°E
陈化成墓位于中国福建省厦门市思明区梧村街道金榜山社区金榜山北麓，现为第六批全国重点文物保护单位之一。
墓坐西北朝东南，墓区面阔23.5米，进深29.1米，占地面积683.85平方米。墓冢、墓围以砖石混合构建，外抹灰浆，平面呈“风”字形布局。

## 历史

### 人物
陈化成（1776年-1842年），字业章，号莲峰，同安丙洲人，行伍出身，历任铜山守备、烽火门参将、澎湖副将和碣石、金门、台湾等镇总兵。市区草埔巷9号为其故居。
1830年，陈化成被任命为福建水师提督，驻守厦门。当时鸦片走私船和货栈猖獗，他便命水师加强巡逻，并驱逐到中国沿海侵扰的英舰。本人亦主动带头捐助修纂地方志和扩建书院。
1840年，陈化成调任江南提督，鸦片战争爆发后驻防江南重要门户上海吴淞口。在两江总督裕谦支持下，陈化成改善吴淞防务。他派人到湖北采购精铁，并将废炮重炼，铸造新炮；还依据江防地形修筑土堡二十六座，作为炮台的掩护。同时督造火药，修整炮台，命令士兵严加操练。1842年6月，英舰进犯吴淞。他积极备战，坚决反对两江总督牛鉴求和。16日拂晓，督部发，击沉英舰两艘、击伤五艘，大挫英军。后因牛鉴溃逃，东炮台陷洛，英军夹攻西炮台。他坚守炮台，身中数弹，仍率部英勇奋战，终于壮烈殉国。

### 纪葬

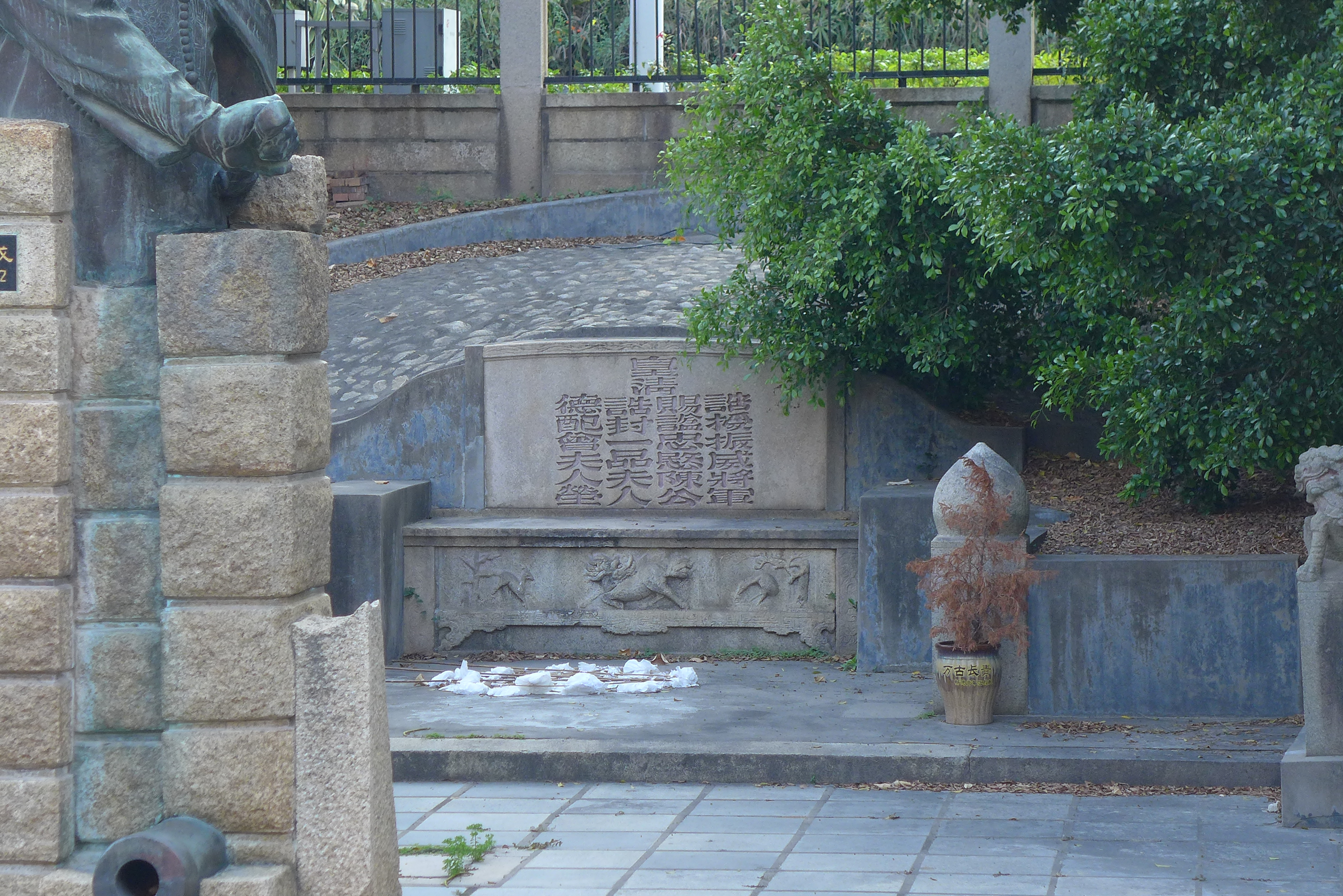
陈化成墓碑细节

陈化成阵亡后，遗体由部下收藏，在嘉定入殓，士民罢市致哀。上海人民为缅怀陈化成，于县城（现在的南市区）内建“陈公祠”供奉。翌年，灵柩运回厦门，农历九月十二日，葬于金榜山麓。
陈化成继配曾夫人在陈化成殉职后3年逝世，附葬于陈化成墓:48。

### 影响
后世对陈化成评价很高。《清史稿》中记载与陈化成及同时期的裕谦、葛云飞及关天培等人的《列传一百五十九》有论：
海疆戰事起，既絀於兵械，又昧於敵情，又牽掣於和戰之無定，畏葸者敗，忠勇者亦敗。專閫之臣，忘身殉國，義不返踵，亦各求其心之所安耳。嗚呼，烈已！

## 形制

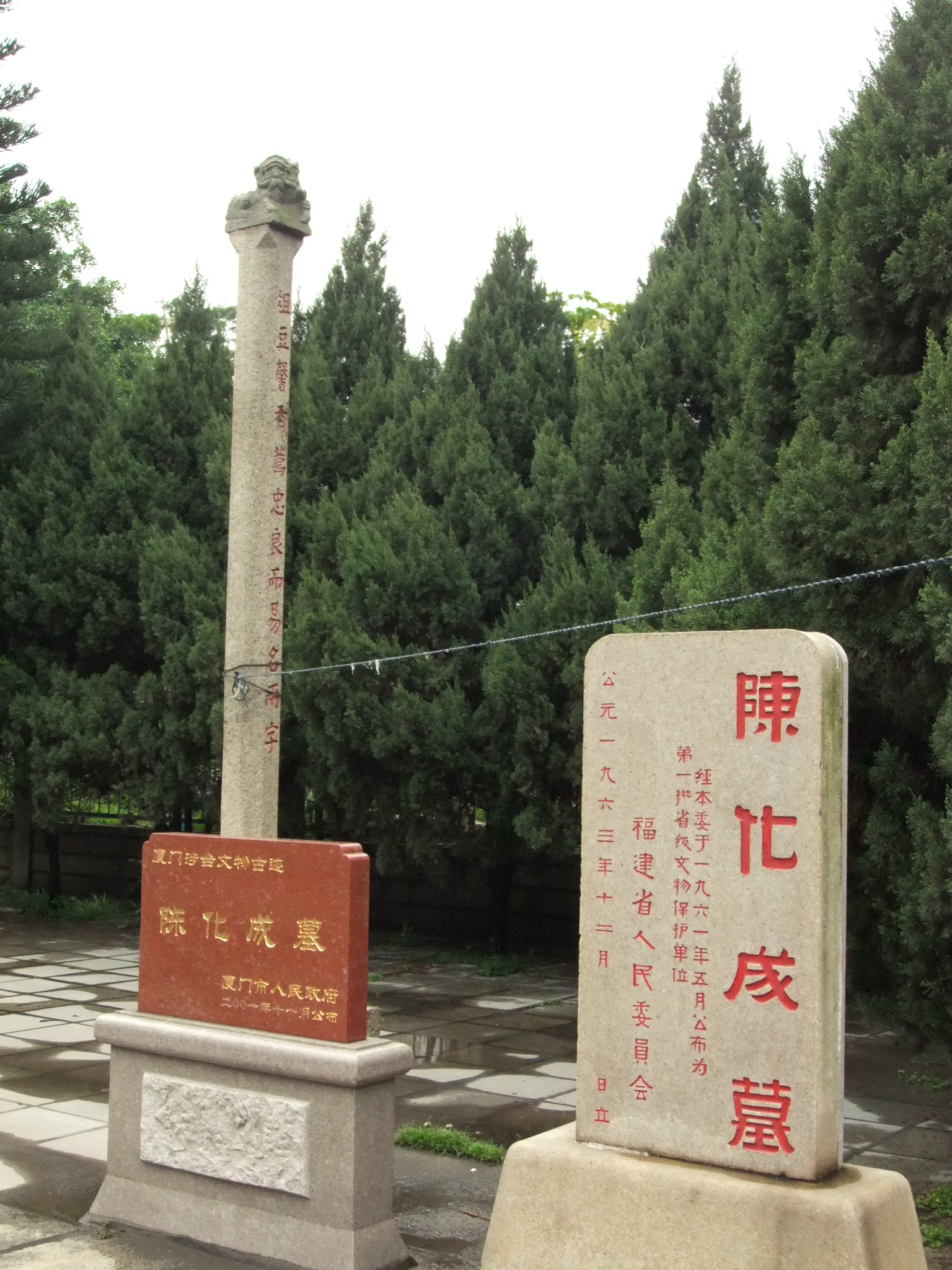
“俎豆馨香忠良而易名两字”望柱

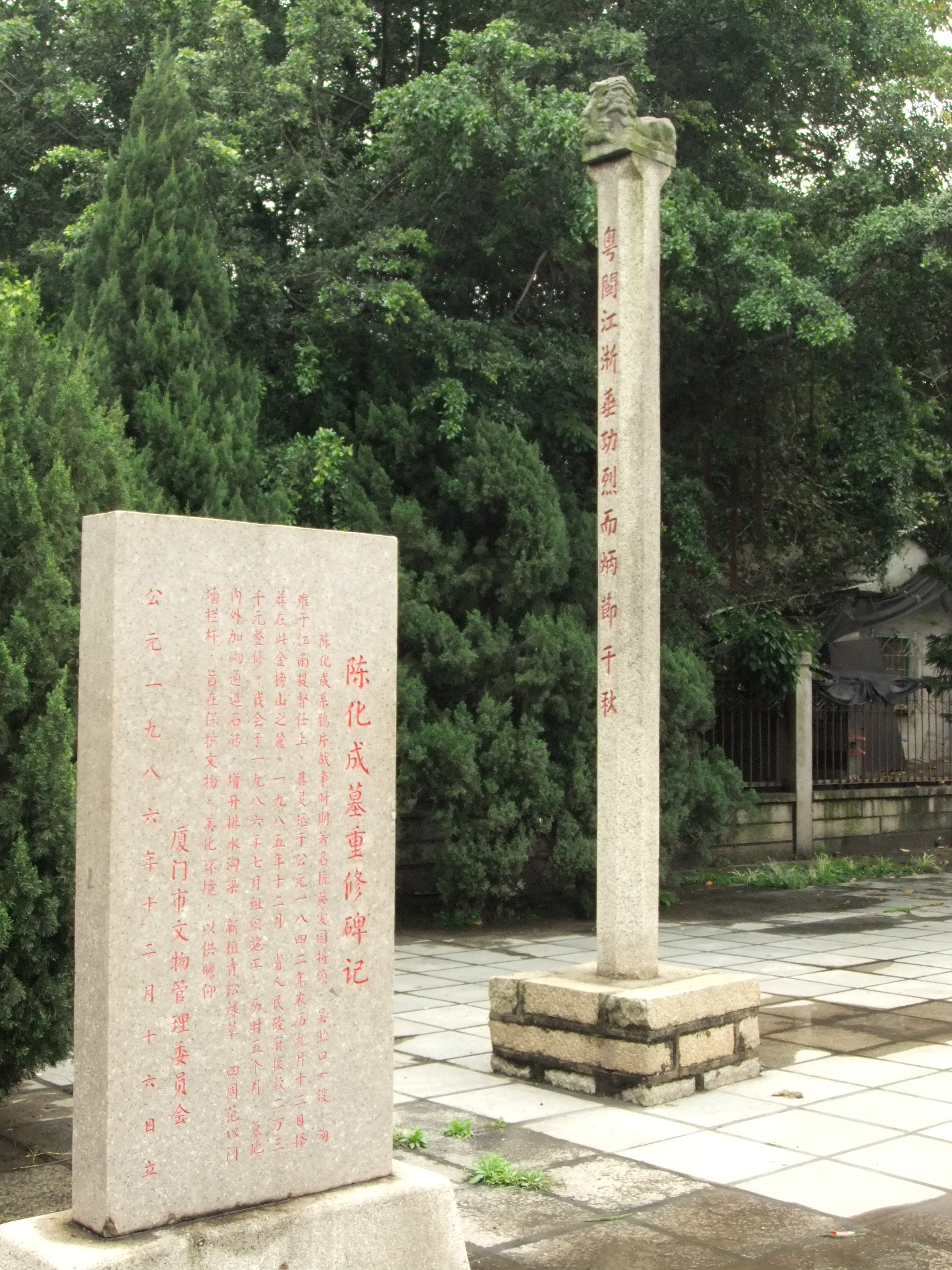
“粤闽江浙垂功烈而炳节千秋”望柱

墓围前端有莲花、坐狮等石作装饰。墓碑横长2.1米，竖高0.96米，厚0.2米，上镌楷书：“皇清诰授振威将军赐谥忠愍陈公诰封一品夫人德配曾夫人茔”，无落款。碑前石供桌长2.5米，宽0.8米，下承须弥座高0.66米，正立面浮雕麒麟双鹿形象。墓区正前方立有八棱形石望柱一对，柱头饰小石狮，柱身分别镌有行楷书对联：“俎豆馨香忠良而易名两字”及“粤闽江浙垂功烈而炳节千秋”。
墓前原有墓道、牌坊等石构建筑，今已不存:39。

## 现状

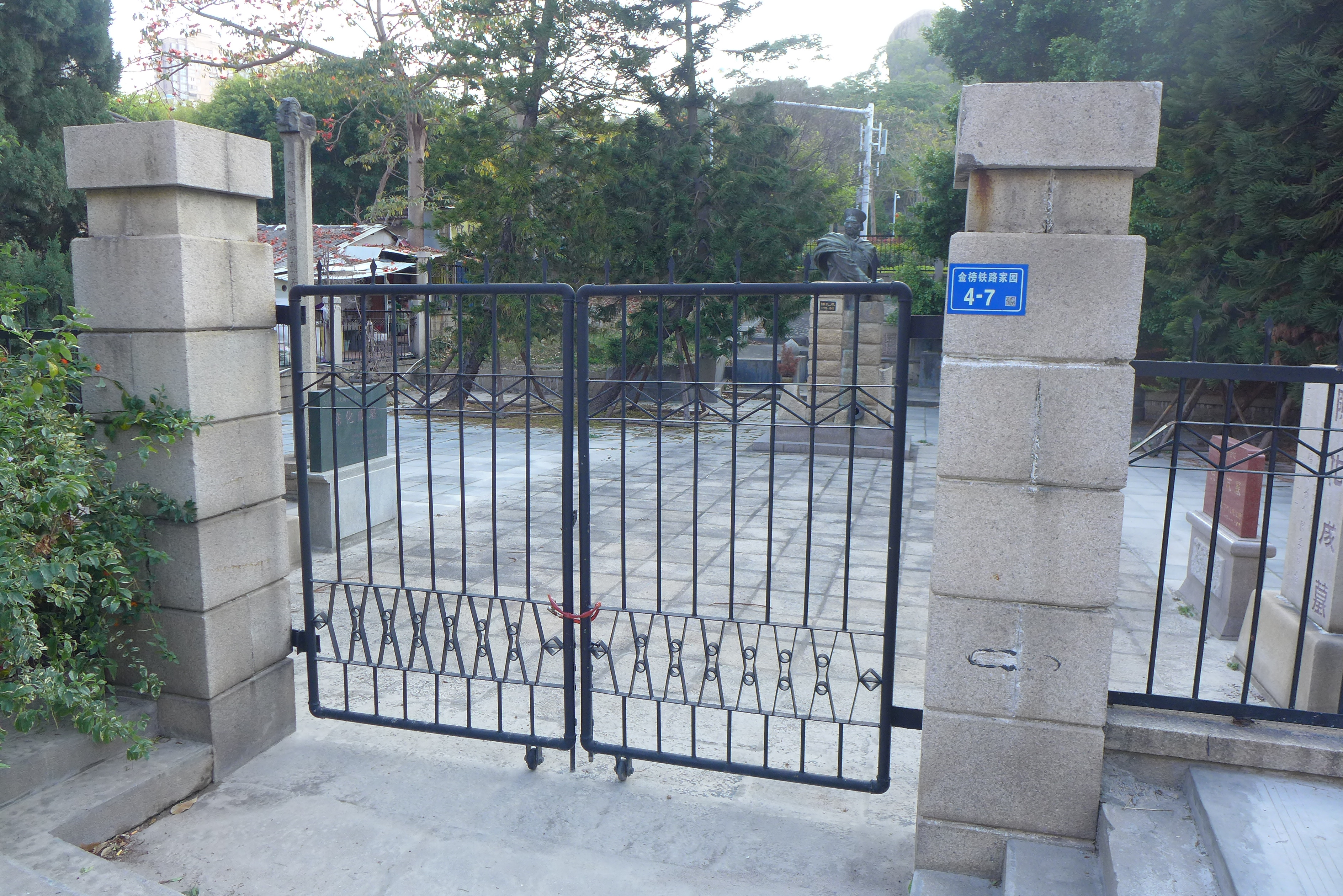
大门紧锁的墓园

墓园在20世纪曾经多次维修，1986年重修时铺砌地面石砖、辟设墓园绿地并新建周边墙栏；1992年再修地下排水道时又置立陈化成铜像于墓园内。
2006年，厦门民盟就向厦门市政府递交了《建议尽快改建“金榜公园陈化成墓园”》的提案。2010年厦门文史学家郭坤聪再次呼吁改造墓园，同时感叹：“多婆当家，既要各尽其职，又要讲究协商配合，难！”陈化成墓园前曾规划建设陈化成纪念馆等，总面积为8000多平方米，但以上规划均因周边拆迁不见动工而滞后，系因为此地职权归属复杂：金榜公园管理处，只负责墓园日常清洁、绿化；文史部门的规划保护等权限也只限在墓园周边20米范围内；道路迁移又归市政或公路部门主管。
同时，周边居民文物保护意识淡薄。也给文物保护带来问题。家住周边铁路员工老宿舍的一些居民曾将腌制白菜、红地瓜、棉被等晾晒在墓园内。平时墓园大门紧锁，傍晚时分，就能看到一些居民翻越铁门或栏杆进入墓园收回被单。

## 保护范围
以墓碑顶为圆心，50米为半径范围。

## 延伸

### 墓志铭及神道碑
清官员苏廷玉为陈化成撰《皇清诰授建威将军江南提督忠愍陈公墓志铭》:595-597，以及《大清建威将军江南提督忠愍陈公神道碑》:597-601:152-155：

### 故居

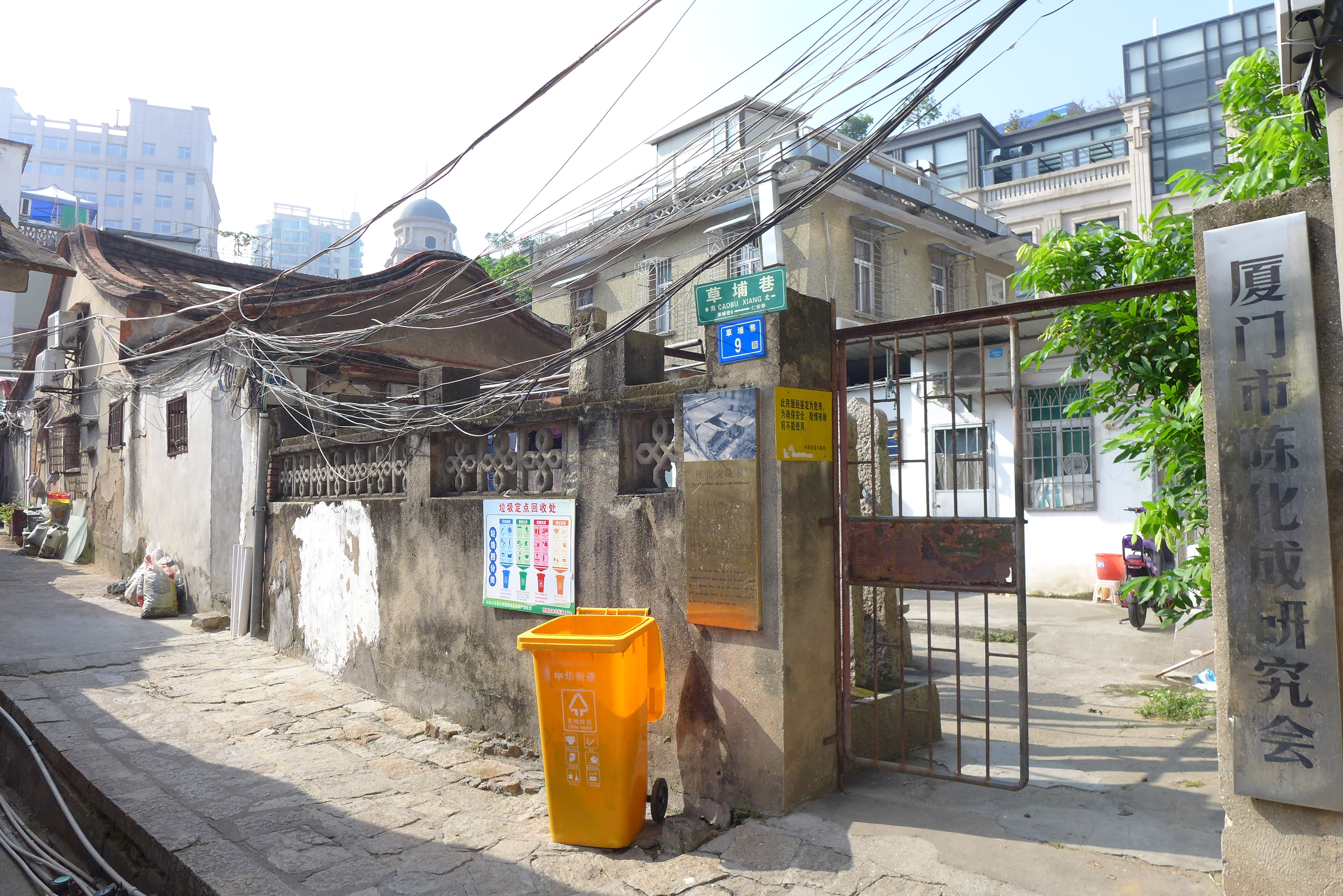
位于草埔巷9号的陈化成故居

陈化成故居位于思明区中华街道仁安社区草埔巷9号，系陈化成于清道光二十一年（1831）升任福建水师提督驻厦门时所购置；其在原籍丙州岛上祖厝仍存。

### 祠堂
上海南市淘沙场建有陈公祠，原为申江书院。清宣统二年，由同元辅仁堂董事募捐，泉漳会馆同人出资重修:39。抗战爆发后，南市被日军占领，城隍庙被划在难民区内，逃难的百姓将陈化成塑像抬入上海城隍庙供奉。自此以后，上海城隍庙开始供奉陈化成塑像。
在老厦门城一带（今公园西路15号东侧，出米岩巷内），亦建有陈化成纪念祠。此祠系陈化成参将陈胜元及厦门绅商所倡建之纪念祠，先后重修于1983年、2000年。

### 陈化成公园
陈化成公园即丙洲岛北部景观绿化一期工程，位于同安丙洲岛东北部沿岸，全长约1.1公里，总面积约4.3万平方米。项目分为中心活动区和滨水休闲绿化区。中心活动区以陈化成雕像为中心，包括建设广场等；滨水休闲绿化区则结合海岸线展开，种植抗风、耐盐碱植物等。
公园内的陈化成雕像由200多块巨大的花岗岩石组成，而位于鼓浪屿的郑成功雕像高15.7米，陈化成雕像较郑成功雕像高出近2米，相当于6层楼高。由于部分沙场堆积和违建，陈化成雕像周边环境十分杂乱。近年来，市、区各部门大力推进沙场整治，为陈化成公园的建设腾出空间。